# خوان کروس موریو
خوان کروس موریو (اسپانیایی: Juan Cruz Murillo‎؛ زادهٔ ۲۴ ژوئن ۱۹۵۹) بازیکن فوتبال اهل هندوراس بود.
از باشگاه‌هایی که در آن بازی کرده‌است می‌توان به باشگاه فوتبال دپورتیوو المپیا اشاره کرد.
وی همچنین در تیم ملی فوتبال هندوراس بازی کرده‌است.